# Norberto Barba

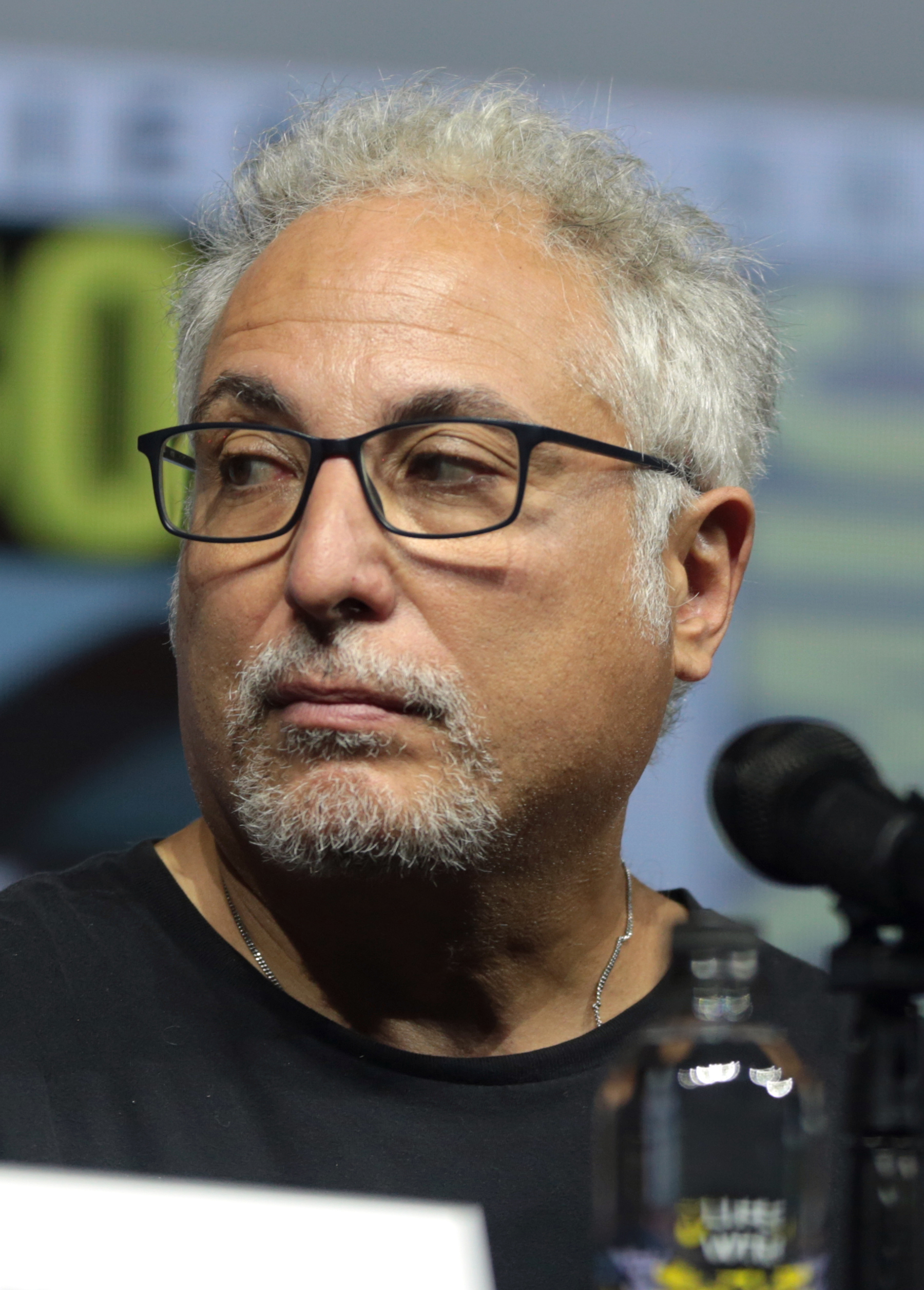
Norberto Barba (2018)

Norberto Barba (* 12. September 1963 in New York) ist ein US-amerikanischer Regisseur und Kameramann. Er ist größtenteils für seine Arbeit an Criminal Intent – Verbrechen im Visier und CSI: Miami bekannt.

## Lebenslauf
Barba stammt aus der Bronx, New York City. Er studierte an der Regis High School in New York. Außerdem war er zwei Jahre an der Columbia University und später ging er zur USC School of Cinema-Television. Nachdem er graduiert wurde, wurde er Regisseur am American Film Institute, wo er sein postgraduales Studium in der Filmproduktion bekam.
Norberto Barbas Regiedebüt war 1992, der Film hieß Chavez Ravine, er erzählt die Geschichte eines Vaters und eines Sohnes in den 50er Jahren, die ein Stadium bauen. Später führte er Regie bei Blue Tiger (1994) und Solo (1996) bevor er sich auf das produzieren/Regie führen bei TV-Sendungen spezialisierte.
Er arbeitete an den TV-Serien New York Undercover, Level 9, CSI: Miami, Resurrection Blvd., Criminal Intent – Verbrechen im Visier, American Dreams, Numbers – Die Logik des Verbrechens, CSI: NY, Blade – Die Jagd geht weiter, Fringe – Grenzfälle des FBI, Criminal Intent – Verbrechen im Visier, Law & Order: Special Victims Unit, Nemesis – Der Angriff, Kojak, Medical Investigation, Grimm jedoch auch noch an einem Fernsehfilm, Apollo 11.
Außerdem wurde Norberto Barba dreimal für die ALMA Awards nominiert und er diente in einer Psychologischen Operationseinheit der United States Army.